# Municipio de Coffins Grove
El municipio de Coffins Grove (en inglés: Coffins Grove Township) es un municipio ubicado en el condado de Delaware en el estado estadounidense de Iowa. En el año 2010 tenía una población de 616 habitantes y una densidad poblacional de 6,52 personas por km².

## Geografía
El municipio de Coffins Grove se encuentra ubicado en las coordenadas 42°30′46″N 91°32′58″O / 42.51278, -91.54944. Según la Oficina del Censo de los Estados Unidos, el municipio tiene una superficie total de 94.53 km², de la cual 94,53 km² corresponden a tierra firme y (0 %) 0 km² es agua.

## Demografía
Según el censo de 2010, había 616 personas residiendo en el municipio de Coffins Grove. La densidad de población era de 6,52 hab./km². De los 616 habitantes, el municipio de Coffins Grove estaba compuesto por el 98,21 % blancos, el 0,16 % eran afroamericanos, el 0,16 % eran amerindios, el 0,49 % eran asiáticos y el 0,97 % eran de una mezcla de razas. Del total de la población el 0,32 % eran hispanos o latinos de cualquier raza.